# 道の駅ふたみ
道の駅ふたみ（みちのえき ふたみ）は、愛媛県伊予市双海町にある国道378号の道の駅である。
併設する公園は「ふたみシーサイド公園」。
2020年6月22日から全面改装工事を行っていた。2021年4月22日にプレオープン、28日にグランドオープンした。

## 施設
- 駐車場
  - 普通車：148台
  - 大型車：3台
  - 身障者用：4台
- トイレ
  - 男：13器
  - 女：10器
  - 身障者用：2器
- 公衆電話
- 特産品販売所「海山産直あさひさん」
- TSUYAKICHI
- 揚げもの一番
- カフェ ラ・マーレ
- Two seas hi shop
- 上灘水産

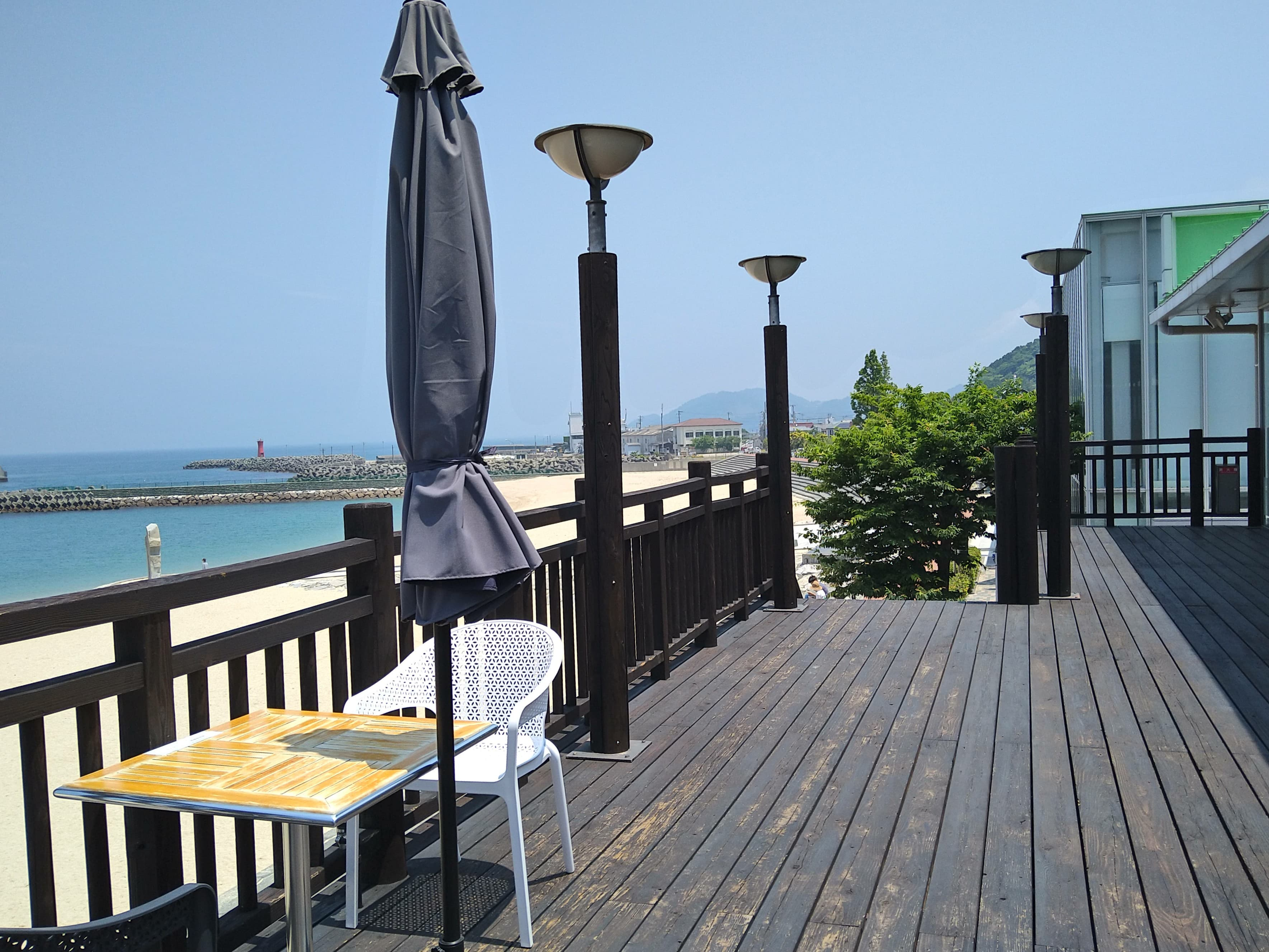
二階デッキ

- レストラン「モンドブルー」（11:00 - 18:00）

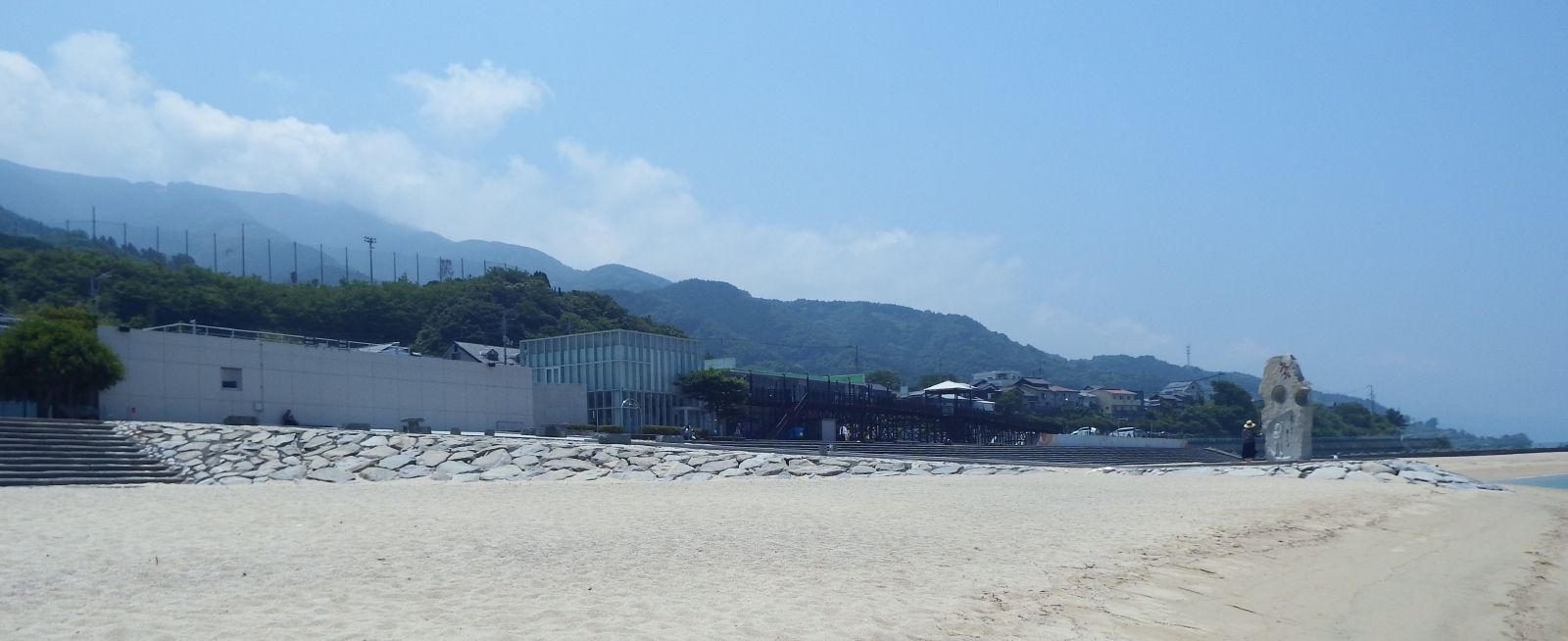
海側から全景を望む

- イベント広場

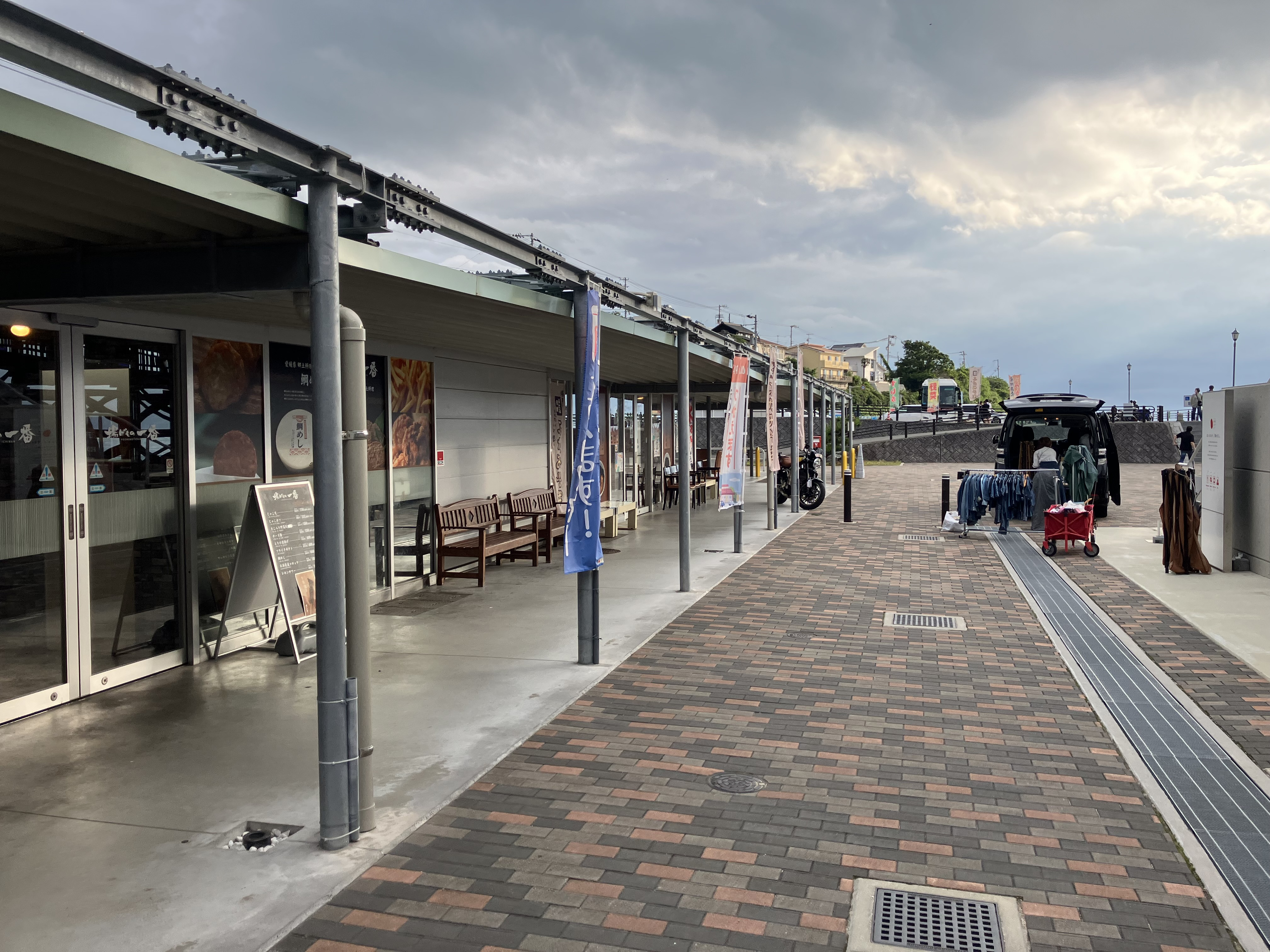
道の駅ふたみの店舗街（2025年6月）

## 休館日
毎月第３火曜日（7月・8月は無休）

## アクセス
- 国道378号 - 登録路線
- JR四国予讃線 伊予上灘駅

## 周辺
- ふたみ潮風ふれあい公園
- ふたみシーサイド公園